# Processus cognitifs
Les processus cognitifs sont les différents modes à travers lesquels un système traite l'information en y répondant par une action. Deux types de systèmes capables de réaliser des processus cognitifs peuvent se distinguer :
- les systèmes naturels : un neurone, un réseau de neurones, un cerveau (humain ou animal), un groupe d'individus (poissons, fourmis), etc.
- les systèmes artificiels : réseau de neurones artificiels, système expert, etc.

## Les deux dimensions du traitement de l’information
Le traitement de l’information se définit comme étant le processus par lequel l’information perçue est analysée et intégrée dans la structure de connaissances de la personne. Il est analysé selon deux dimensions :
- le mode de traitement ;
- le niveau d'élaboration.

### Mode de traitement
C'est le processus par lequel « l’information sensorielle est représentée dans la mémoire de travail de l’individu ».
En psychologie, on distingue les deux modes de traitement suivants : 
- le traitement discursif : sous format « d'encodage d'informations sous la forme de symboles abstraits, de mots et de nombres » ;
- le traitement par imagerie (non verbal) : défini comme étant « l'encodage d'informations sous la forme de représentations concrètes, imaginaires et sensorielles »[3].

En marketing, on distingue les deux modes de traitement suivants :                      
- le traitement analytique : un traitement mettant l'accent sur l’encodage verbal, les réponses cognitives et le traitement rationnel et profond des stimuli[4] ;
- le traitement expérientiel : traitement mettant l'accent sur l’imagerie mentale, le plaisir sensoriel, les rêveries et les réponses émotionnelles[5].

Les processus cognitifs sont :
- Perception – Attention – Sensation
- Mémoire – Représentation – Langage
- Raisonnement – Catégorisation – Prise de décision – Reconnaissance
- Apprentissage – Émotion – Oubli
- Action – Comportement individuel et collectif
- Phénomènes collectifs

## Description
Chez les êtres humains, les processus cognitifs renvoient donc à des enchaînements d'opérations mentales en relation avec la saisie des informations, leur stockage et leur traitement. Ces processus s'appliquent particulièrement, on l'a indiqué plus haut, à ce qui relève de la perception, de la mémoire, de la pensée, du langage, de la résolution de problème, de la prise de décision, etc.
Il ressort des travaux de la psychologie génétique, et plus particulièrement des apports de Jean Piaget et de ses collaborateurs, qu'au cours de l'acquisition d'une nouvelle connaissance, nos processus cognitifs utilisent deux mécanismes fondamentaux :
- L’assimilation, qui est un travail d'appropriation, de décodage, de transformation. Il s'agit, dans ce cas, d'intégrer une nouvelle situation à un ensemble de situations auxquelles une conduite est déjà appliquée. Ici, la conduite (ou l'opération ou le mode de raisonnement) ne change pas fondamentalement. Ce qui change, c'est l'étendue d'un champ de connaissances.
- L’accommodation, qui est, par contre, la transformation d'une conduite (ou d'une opération ou d'un mode de raisonnement) déjà existante, en réaction au milieu (ou au nouveau problème à traiter). Cette transformation est rendue nécessaire car les façons de faire habituelles ne suffisent plus pour résoudre le problème, c'est-à-dire, pour s'adapter.

La recherche permanente d'un équilibre (appelé équilibration), jamais complètement atteint, entre assimilation et accommodation constitue ainsi pour J. Piaget le processus fondamental qui explique le développement et le fonctionnement cognitif chez l'être humain.
Cet état d'équilibre oscille constamment entre deux extrêmes. Le primat de l'assimilation sur l'accommodation constitue le jeu en tant qu'il mobilise librement les schèmes d'action sans tenir compte des contraintes de la réalité et assure une aisance croissante dans leur exercice. À l'autre extrême, le primat de l'accommodation sur l'assimilation caractérise l’imitation qui s'ajuste docilement aux éléments venus de l'extérieur (gestes d'un maître, éléments séparés d'une copie, application directe d'un exercice, etc.). Toute activité (concrète, pratique, mentale, intellectuelle, artistique, etc.), quelle que soit sa proximité avec l'extrême du jeu ou de l'imitation, participe d'un accroissement de l'intelligence.
L'assimilation et l'accommodation sont nécessaires dans tous les cas. Apprendre un morceau de musique passe par un moment d'accommodation représenté par le déchiffrage de la partition, puis un moment d'assimilation où cette musique est rapprochée d'autres airs plus familiers ou mieux maîtrisés, puis à un retour vers l'accommodation garante d'une virtuosité croissante, etc. Apprendre une figure de danse passe par des moments d'accommodation au cours desquels sont mémorisés les gestes élémentaires, puis d'une assimilation garante de la liaison de ces gestes en une figure plus globalisée, etc.
Comprendre une théorie, entrer dans la pensée d'un autre, enfin, suppose un effort d'accommodation au cours duquel des éléments disparates sont envisagés séquentiellement sans que leur articulation soit visible, effort suivi d'une appropriation plus personnelle au cours de laquelle ces éléments sont mis en lien avec des connaissances acquises antérieurement.